# Абдулхаджієв Асламбек Сайпієвич
Асламбе́к Сайпі́євич Абдулхаджі́єв (12 квітня 1962, Герменчук, Шалінський район, Чечено-Інгуська АРСР – 26 серпня 2002, Шалі) — чеченський воєначальник, бригадний генерал Збройних сил Чеченської Республіки Ічкерія. Заступник Шаміля Басаєва та комендант Шалінського та Веденського районів після призначення Джохаром Дудаєвим у 1994 році. Брав участь у війні в Абхазії, а також в обох російсько-чеченських війнах.

## Біографія
Народився у селищі Герменчук Шалинського району ЧІАССР, у родині учасника Великої Вітчизняної війни Сайпі Абдулхаджієва. Походив з тайпу Ширді. 
Закінчив середню школу, служив у радянській армії, після армії — різнороб (їздив на «заробітки» в Казахстан) .
Мав звання бригадного генерала Збройних сил Чеченської Республіки Ічкерія.
У 1991 році брав участь у Чеченській революції, у 1992-му брав участь у збройному конфлікті в Абхазії у складі сил Конфедерації гірських народів Кавказу .
З листопада 1994 року комендант Шалінського та Веденського районів, призначений Дудаєвим, у ході збройного конфлікту польовий командир Збройних сил ЧРІ, представник Шаміля Басаєва .
У 1995 році брав участь у подіях в Будьонновську .
У серпні 1996 року Асламбек Абдулхаджієв командував загоном, який штурмував Грозний і після переходу чеченської столиці під контроль ЗС ЧРІ був призначений комендантом міста.
Після виборів 27 січня 1997 був обраний депутатом парламенту Ічкерії і навіть хотів стати його спікером. Однак це місце посів Руслан Аліхаджиєв, якого підтримав Аслан Масхадов. У депутатах пробув один рік, оскільки добровільно склав із себе повноваження у зв'язку з відмовою парламенту прийняти «Закон про люстрацію» стосовно осіб, які співпрацювали в роки війни з російськими окупантами .
У 1999—2000 роках загін під його командуванням чисельністю 60-80 осіб дислокувався в Урус-Мартанівському та на заході Шалінського району. Брав участь зі своїм загоном у битві за Грозний та зміг вирватися із блокованого російськими окупантами Джохара зі своїм загоном у лютому 2000 року. Командувач Центрального Фронту ЗС ЧРІ .

### Смерть
26 серпня 2002 року за доносом будинок у місті Шалі, де ховався Асланбек Абдулхаджієв, був оточений російськими окупантами та місцевими націонал-зрадниками.
Під нагляд було негайно взято всі будинки, господарі яких контактували з бойовиками. У ніч на 26 серпня до будинку номер 7 на вулиці Зарічній на околиці Шалі прийшли кілька людей, одягнених у камуфляжі. Операцію міліціонери відклали через страх діяти вночі, відклавши її до ранку.
Старший офіцер ФСБ, який очолював російських окупантів, через гучномовець російською та чеченською мовами запропонував чеченському командиру здатись, вийти з будинку та скласти зброю. Абдулхаджієв відкрив вогонь із пістолета Стєчкіна, а російський спецназ у відповідь почав стріляти з гранатометів та кулеметів .
Витративши всі патрони, чеченський командир почав кидати гранати та лимонки. У свою чергу, ті відкрили вогонь з великокаліберних кулеметів, які перебували на бронетранспортерах, що фактично вирішило результат нерівного бою. 
Перечекавши декілька хвилин, спецназівці увірвалися у двір і зайняли позиції біля дверей та вікон. Готуючись до штурму, вони кинули димові шашки.
Однак росіянам не вдалося захопити пораненого чеченського командира. Асланбек, втрачаючи свідомість, в останній момент зміг витягнути чеку гранати, яка вибухнула в його руках. Вибухова хвиля від розриву гранати, забрала кілька окупантів, що знаходилися поруч із ним .
За свідченнями, принаймні чотирьох окупантів було вбито і семеро поранено під час нічного бою в місті Шалі .